# Credaro
Credaro [kɾeˈdaːɾo] (Credér [kɾɛˈdeɾ] in dialetto bergamasco) è un comune italiano di 3 513 abitanti della provincia di Bergamo in Lombardia, situato nella Valcalepio. Il comune dista circa 23 chilometri ad est dal capoluogo orobico e fa parte della Comunità Montana dei Laghi Bergamaschi.

## Storia
Il paese ha origini antichissime, risalenti all'età della pietra. Tale tesi è suffragata da ritrovamenti di alcuni monili e suppellettili, che attestano l'esistenza di primitivi stanziamenti umani. Anche durante il fascismo il paese ha visto lo sviluppo degli insediamenti fissi, tanto che vi venne costruito un duce (un aggregato di case e terreni) a cui i Romani diedero il nome di Cretarium, appartenente al pagus di Calepio.
La bonifica dei terreni determinò una capillare diffusione degli insediamenti abitativi, con culture prevalentemente cerealicole, e la realizzazione di un'importante rete viaria, comprendente la Via Francesca, usata anche per motivi militari. Su questa via, in prossimità dell'oratorio dei Santi Cosma e Damiano, fu ritrovata la celebre colonna miliare, considerata tra le epigrafi romane più importanti della Provincia di Bergamo.
Ma l'epoca in cui il paese visse un grande fervore fu indubbiamente il medioevo. Da alcuni documenti si apprende che verso il X secolo il borgo era alle dipendenze della famiglia Martinengo, la quale però cedette i propri diritti feudali al comune di Bergamo, come scritto in un documento risalente all'anno 1122. Due secoli più tardi il paese fu al centro delle mire dei conti Calepio, che assoggettarono il borgo e le zone circostanti, per un dominio che durò fino all'inizio del XIX secolo, quando vennero spodestati dall'arrivo di Napoleone Bonaparte.
Conseguentemente all'avvio di lavori destinati all'estrazione di un tipo di pietra molto utilizzata nell'edilizia, chiamata con il nome del paese, Credaro ha registrato un notevole sviluppo economico. Come precedentemente accennato, numerosi sono i luoghi d'interesse presenti nel paese legati al medioevo.
In primo luogo il Castello di Trebecco, risalente al X secolo ed edificato per conto dei conti Martinengo. Di pianta a forma triangolare, venne edificato su una piccola altura rocciosa, ed ancora oggi presenta un ottimo esempio di come poteva essere una piccola cittadella medievale, con piccoli cortili e vie all'interno della cinta muraria.

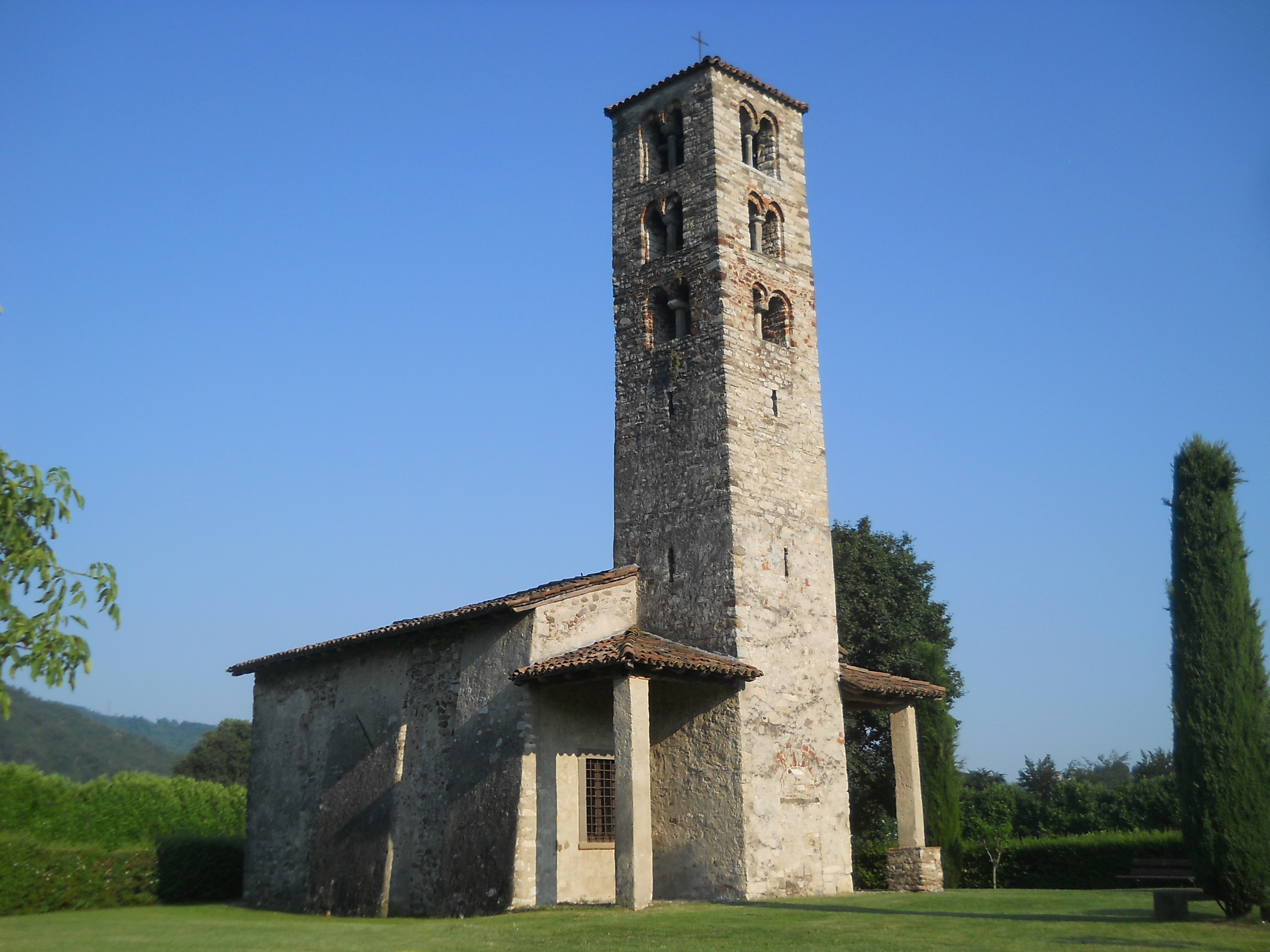
La chiesa di San Fermo e Rustico

Poco distante, in mezzo ad una distesa di campi coltivati, si trova la chiesa di San Fermo e Rustico, un altro esempio di architettura medievale. Risalente al XII secolo, e costruita in perfetto stile romanico, presenta un alto campanile con tre ordini di bifore.
Sono inoltre presenti altri edifici sacri, tra i quali spicca la chiesa parrocchiale di San Giorgio, che era stata edificata nel Cinquecento quando l'antica chiesa era ritenuta non più idonea. In essa sono stati portati alla luce alcuni affreschi, tra i quali spicca la Natività e i santi Rocco e Sebastiano di Lorenzo Lotto. La chiesa è sede dell'omonima parrocchia afferente al vicariato di Predore, diocesi di Bergamo.
Merita menzione il castello di Montecchio, edificato per conto della famiglia Calepio sul colle posto a cavallo del confine con il comune di Villongo. Presenta un grandissimo giardino in cui spiccano specie esotiche, famose sono le sue antiche formelle.
Fanno parte del comune le due località (non vengono considerate frazioni) di Castel Trebecco e Fiaschetteria.

### Simboli
Lo stemma e il gonfalone sono stati concessi con decreto del presidente della Repubblica del 28 dicembre 1970.
Il caduceo, il bastone alato con due serpi attorcigliate è simbolo del passato del comune: nel museo della Cittadella a Bergamo è conservata un’ara votiva di piccole dimensioni dedicata a Mercurio protettore dei campi e dei greggi, tutore dei confini e dei viaggiatori. Nel secondo campo, il leone marciano è simbolo di fedeltà verso la Repubblica di Venezia.
La pianta di vite  rappresenta la principale fonte di ricchezza del paese.
Il gonfalone è un drappo troncato di bianco e di azzurro.

## Società

### Evoluzione demografica
Abitanti censiti

## Amministrazione
| Periodo | Periodo     | Primo cittadino       | Partito | Carica  | Note |
| ------- | ----------- | --------------------- | ------- | ------- | ---- |
| 1985    | 1990        | Silvio Consonni       |         | Sindaco |      |
| 1995    | 1999        | Sergio Pierno         |         | Sindaco |      |
| 1999    | 2004        | Giovanni Paolo Paparo |         | Sindaco |      |
| 2004    | 2014        | Heidi Monica Andreina |         | Sindaco |      |
| 2014    | "In carica" | Adriana Bellini       |         | Sindaco |      |

## Sport

### Calcio
La principale squadra di calcio del paese è F.C. Credaro A.S.D. che milita nel girone C bergamasco di 2ª Categoria.